# Haribo

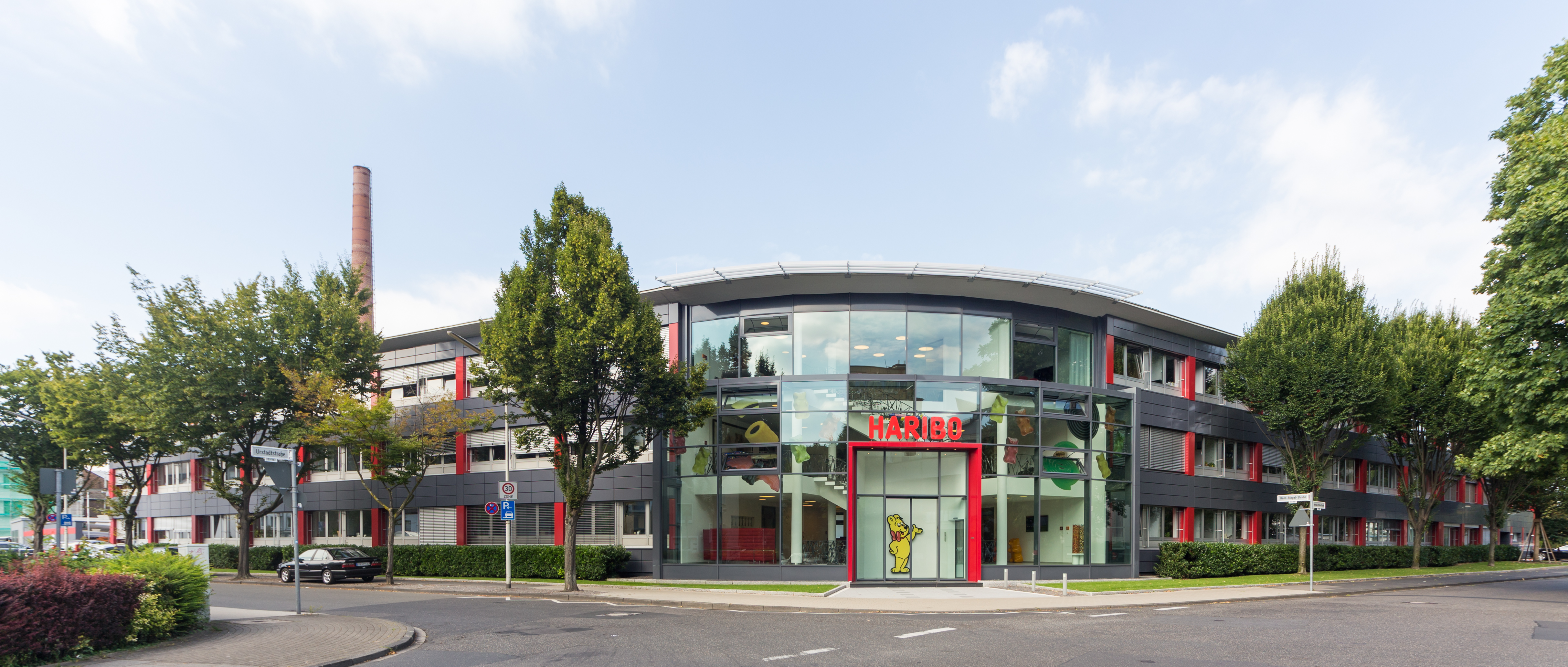
Była siedziba HARIBO GmbH & Co. KG w Bonn

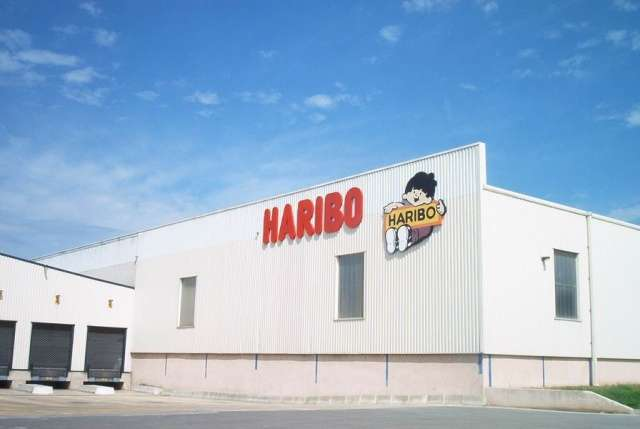
Hala produkcyjna Haribo w Uzès, we Francji

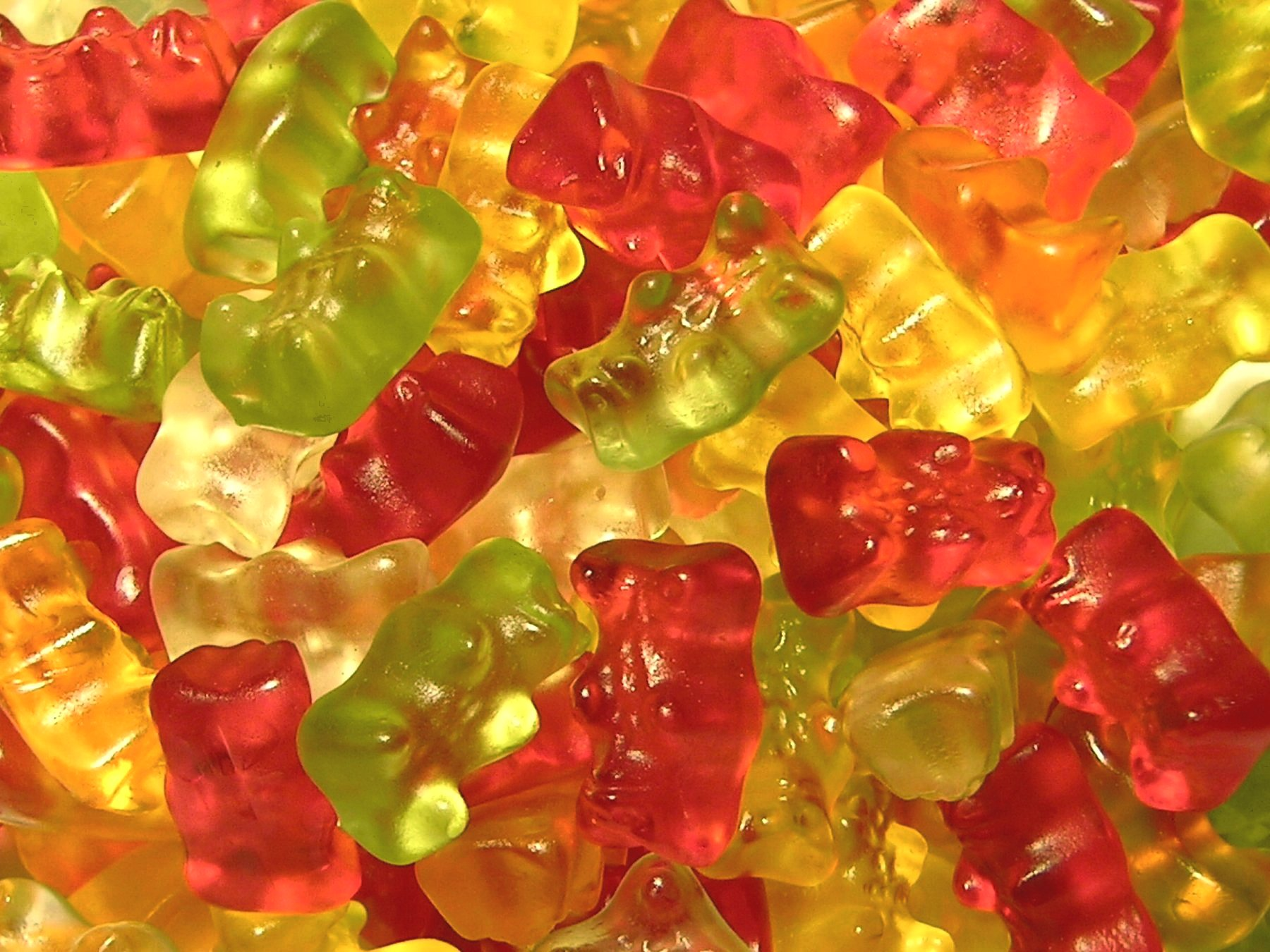
Żelki Goldbären (Złote Misie)

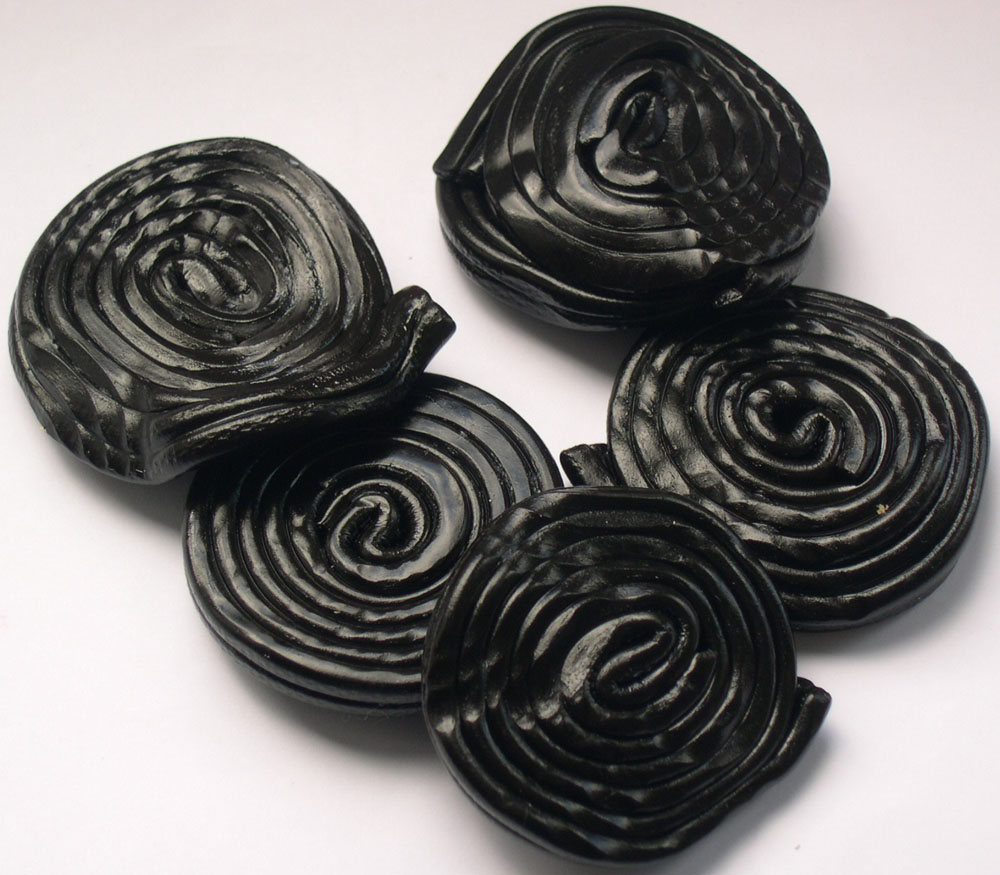
Żelki z lukrecją HARIBO

Haribo GmbH & Co. KG – niemieckie przedsiębiorstwo spożywcze zajmujące się produkcją słodyczy. Przedsiębiorstwo produkuje głównie żelki, z których najbardziej znane to Goldbären („Złote Misie”), które są produkowane od 1922 roku. Do marek Haribo należą również: pianki Haribo Chamallows oraz gumy rozpuszczalne Maoam.

## Kalendarium
- W 1920 roku cukiernik Hans Riegel zarejestrował przedsiębiorstwo. Jego nazwę  utworzył od dwóch pierwszych liter swojego imienia, nazwiska i rodzinnego miasta: Hans Riegel Bonn.
- W 1922 roku Hans Riegel opracował koncepcję „Tańczącego misia”, który później zasłynął na całym świecie jako „Złoty Miś” HARIBO.
- W 1930 roku przedsiębiorstwo zatrudniało 160 osób.
- W 1945 roku zmarł Hans Riegel a rodzinny interes przejęli synowie Hansa - Hans Junior oraz Paul.
- W 1950 roku przedsiębiorstwo zatrudniało ponad 1000 pracowników.
- Od początku lat 60. przedsiębiorstwo inwestuje poza granicami Niemiec.
- W roku 1982 przedsiębiorstwo HARIBO przekroczyło ocean, założyło zakład w Ameryce z siedzibą w Baltimore w stanie Maryland.
- W 1986 roku HARIBO przejęło zakłady Edmunda Münstera – producenta gum rozpuszczalnych MAOAM.
- Od 1992 roku marka HARIBO jest obecna w Polsce, od 2002 roku na polskim rynku działa przedsiębiorstwo HARIBO Sp. z o.o[1].
- W 2013 roku HARIBO posiadało pięć fabryk na terenie Niemiec, a także trzynaście hal produkcyjnych w innych krajach Europy.

## Żelki Goldbären
Zależnie od koloru żelki mają odpowiedni smak i zapach. Od sierpnia 2007 roku w każdej paczce znajdują się żelki o sześciu różnych smakach. Wcześniej smaków było pięć.
| Goldbären      | Goldbären       | Goldbären    |
| Kolor          | Smak            | Smak         |
| Kolor          | przed VIII 2007 | od VIII 2007 |
| -------------- | --------------- | ------------ |
| biały          | ananasowy       | ananasowy    |
| żółty          | cytrynowy       | cytrynowy    |
| pomarańczowy   | pomarańczowy    | pomarańczowy |
| jasnoczerwony  | –               | truskawkowy  |
| ciemnoczerwony | malinowy        | malinowy     |
| zielony        | truskawkowy     | jabłkowy     |

W 2010 roku przedsiębiorstwo wprowadziło na rynek „Złote Misie z Sokiem” (Saft Goldbären). Jak podaje producent, żelki te zawierają o 22% soków owocowych więcej od tradycyjnych „Złotych Misiów” i nie zawierają glutenu ani czynników alergennych.
| Saft Goldbären     | Saft Goldbären   |
| Kolor              | Smak             |
| ------------------ | ---------------- |
| biały              | gruszkowy        |
| żółty              | limonkowy        |
| pomarańczowy       | brzoskwiniowy    |
| ciemnoczerwony     | malinowy         |
| czerwono-fioletowy | czarna porzeczka |
| zielony            | jabłkowy         |

## Inne produkty
Wśród innych produktów Haribo znajdują się:
- Roulette
- Happy Cola
- Saure Bärenzungen (Kwaśne języczki)
- Pico-Balla
- Wummis (Dżdżownice)
- Beerentraum (Owoce leśne)
- Tropifrutti
- Primavera (Truskawki)
- Winterhelden[4]
- Bärenschule ABC[5]

## Slogan
W oryginalnej wersji slogan przedsiębiorstwa brzmi Haribo macht Kinder froh – und Erwachsene ebenso (pol. dosł. Haribo sprawia dzieciom radość – jak również dorosłym). W Polsce używa się hasła Haribo, smak radości, dla dzieci i dorosłych.